# Слобідка (Теребовлянська міська громада)
Слобі́дка — село в Україні, у Теребовлянській міській громаді Тернопільського району Тернопільської області. Від 2015 у складі Теребовлянської міської громади. Населення становить 441 осіб. Раніше називалося Слобідка Янівська (пол. Słobódka Janowska).
Населення — 432 особи (2007).
Поблизу села є Слобідське родовище пісковиків.

## Історія
Поблизу Слобідки виявлено археологічні пам'ятки трипільської культури. Поселення розміщене в урочищі Знесення, на віддалі 1,5 км на південь від села. Займає підвищений лівий берег р. Гнила Рудка й правий берег річки Серет. поблизу місця впадіння Гнилої Рудки в р. Серет. Розвідками зібрано уламки кераміки, крем'яні знаряддя з крем'яної майстерні. Виявлено велику кількість глиняної обмазки, сліди жител. Поселення було виявлене у 1920-х роках, перевірено розвідкою Є. А. Харитонова у 1967 р. Матеріал зберігається у Львівському історичному та Тернопільському обласному краєзнавчому музеях.
Перша писемна згадка — 1497.
Діяли «Просвіта» та інші товариства.
1 серпня 1934 року в рамках реформи на підставі нового закону про самоуправління (23 березня 1933 року) увійшло до нової сільської гміни Янів (Теребовлянський повіт Тернопільського воєводства).
12 червня 2020 року, відповідно до розпорядження Кабінету Міністрів України № 724-р «Про визначення адміністративних центрів та затвердження територій територіальних громад Тернопільської області» увійшло до складу Теребовлянської міської громади.
19 липня 2020 року, в результаті адміністративно-територіальної реформи та ліквідації Теребовлянського району, село увійшло до складу Тернопільського району.

## Мікротопоніми
Назви піль: Сокольче, Стависка.

## Політика

### Парламентські вибори, 2019
На позачергових парламентських виборах 2019 року у селі функціонувала окрема виборча дільниця № 610833, розташована у приміщенні клубу.
Результати
- зареєстровано 260 виборців, явка 71,92 %, найбільше голосів віддано за «Слугу народу» — 25,68 %, за Об'єднання «Самопоміч» — 17,49 %, за «Європейську Солідарність» — 13,66 %.[7] В одномандатному окрузі найбільше голосів отримав Роман Василіцький (Об'єднання «Самопоміч») — 44,20 %, за Миколу Люшняка (самовисування) — 22,10 %, за Ігоря Сопеля (Слуга народу) — 15,47 %[8].

## Поширені прізвища
Байраковський, Гітлєр, Задорожний, Каштелій, Кльоновський, Обуховський, Піндера, Шестопаль.

## Релігія
- церква святих верховних апостолів Петра і Павла (1930-ті, мурована, УГКЦ),
- капличка
- «фігура» Матері Божої.

## Пам'ятники
Встановлено пам'ятний хрест на честь скасування паншини (відновл. 1992).

## Соціальна сфера
Працюють ЗОШ 1 ступ., бібліотека, ФАП.

## Галерея

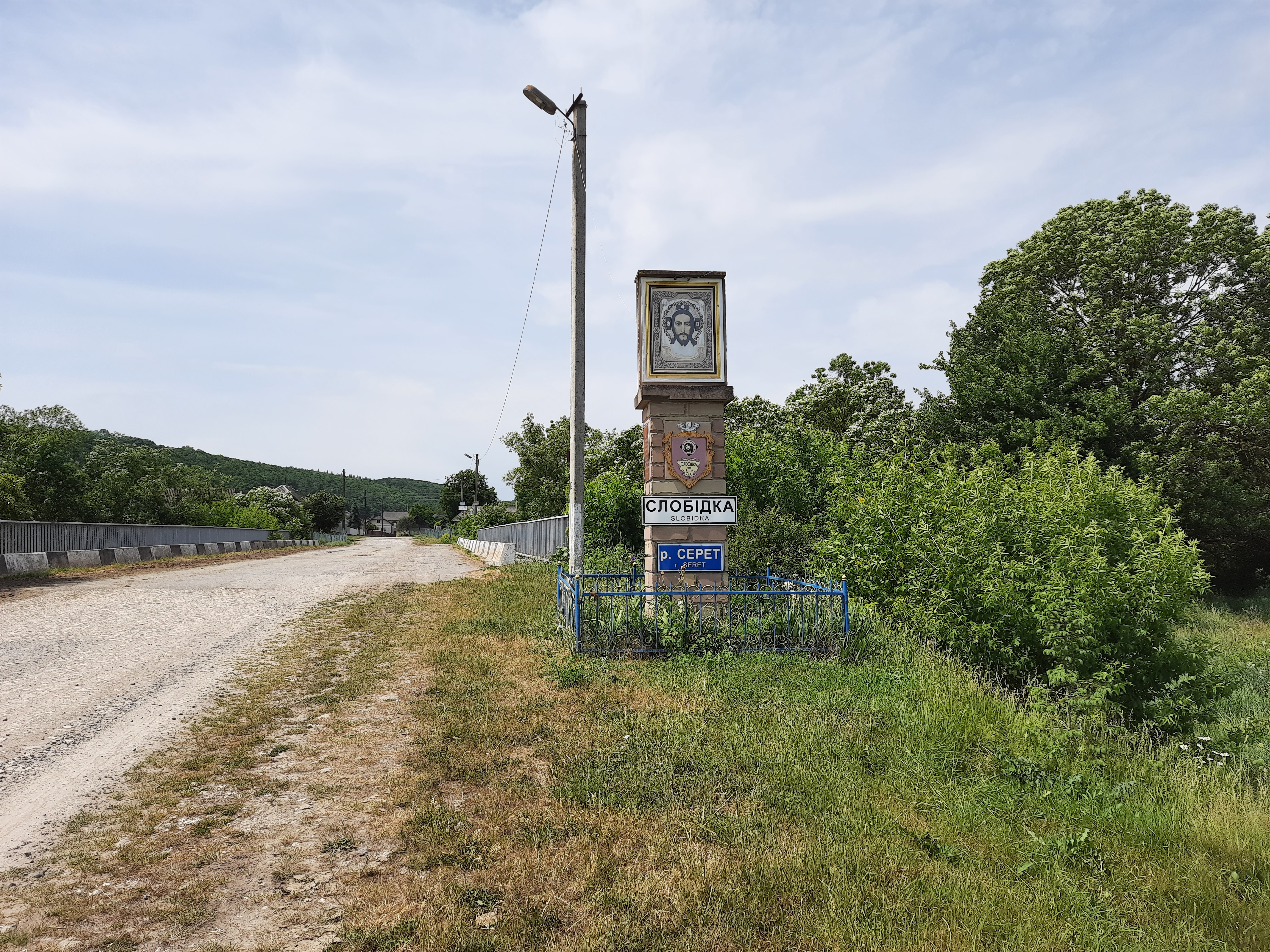
В'їзд у село
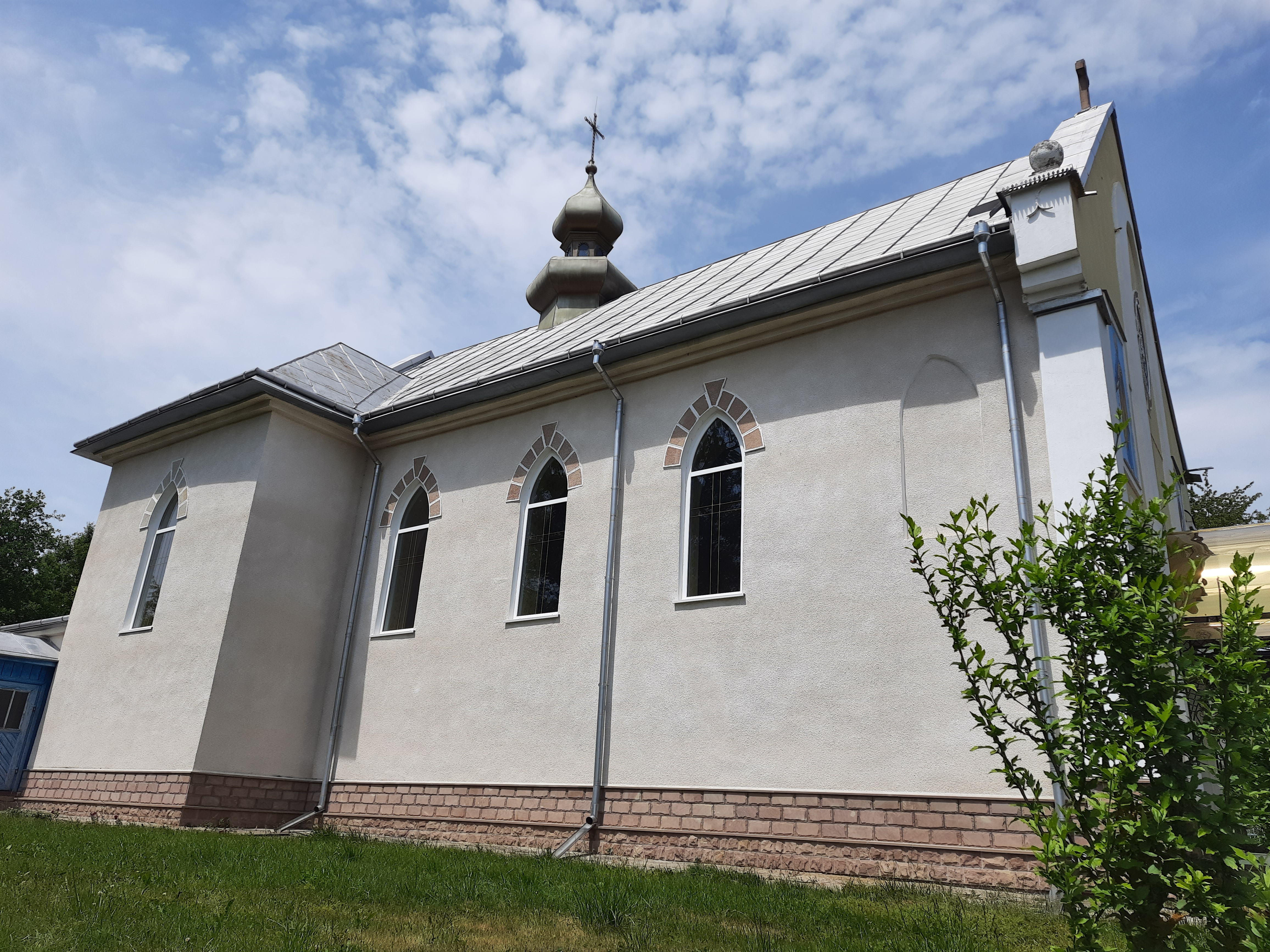
Церква Святих Петра і Павла
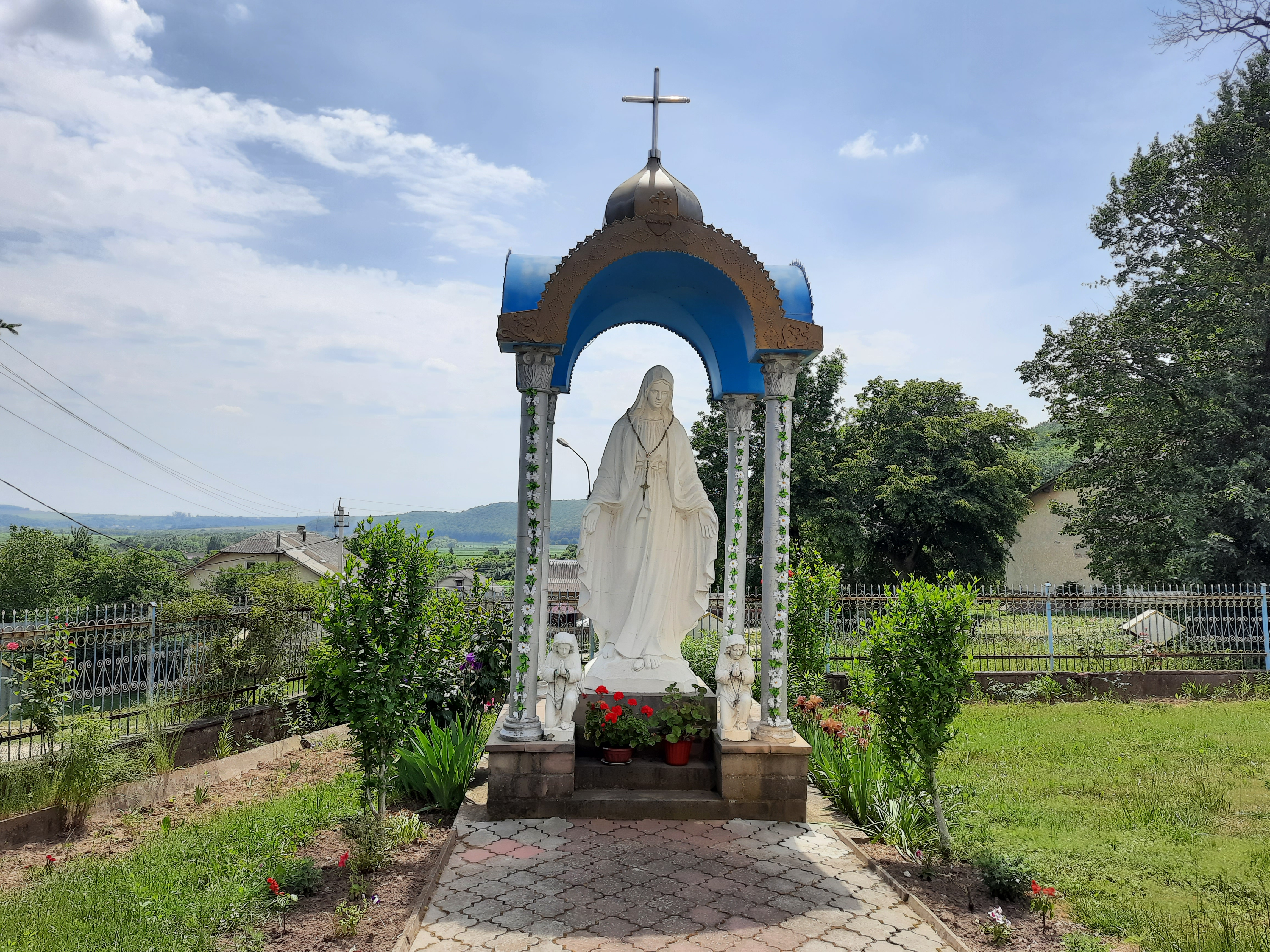
Статуя Божої Матері
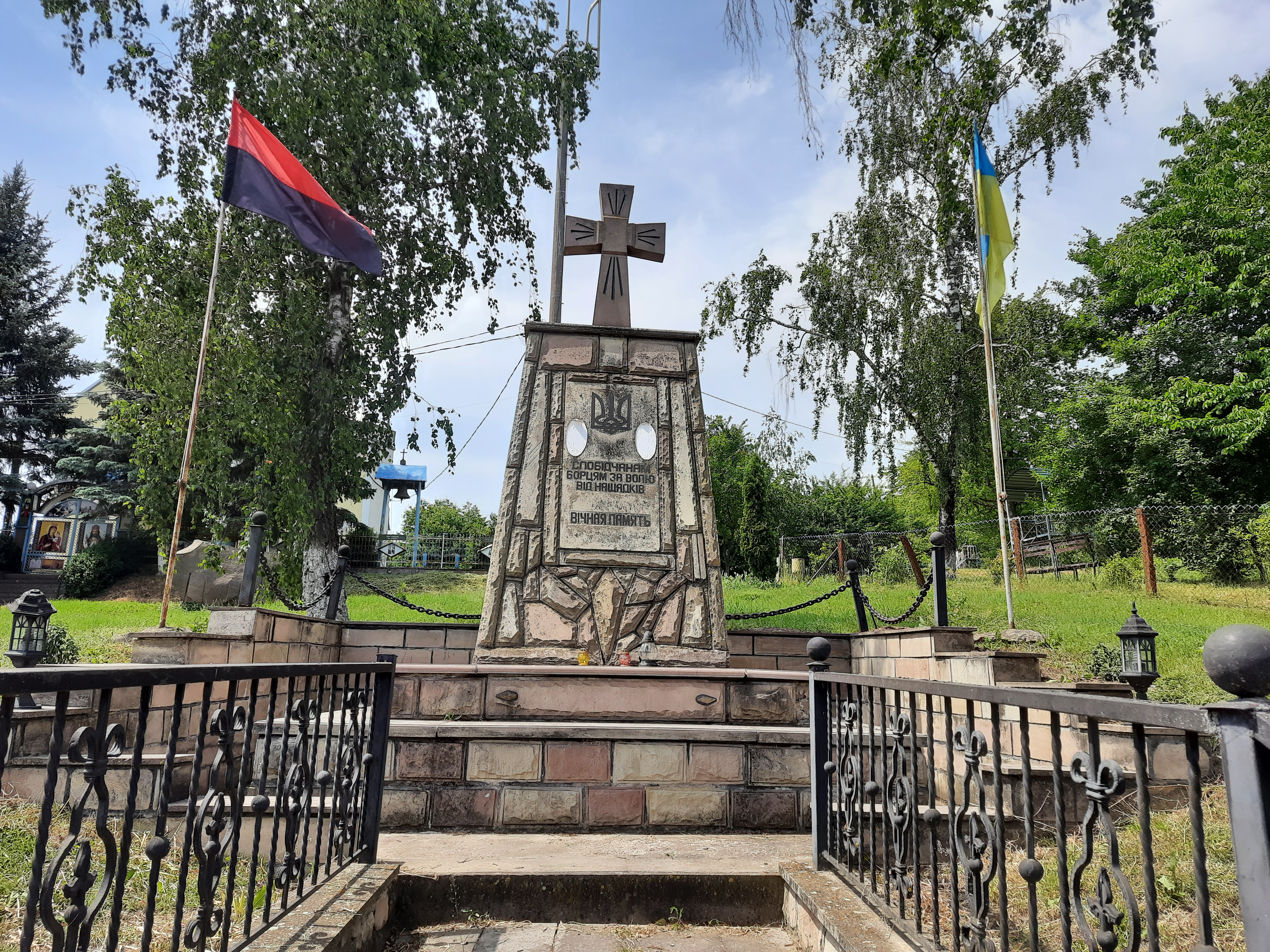
Пам'ятний знак Борцям за волю України
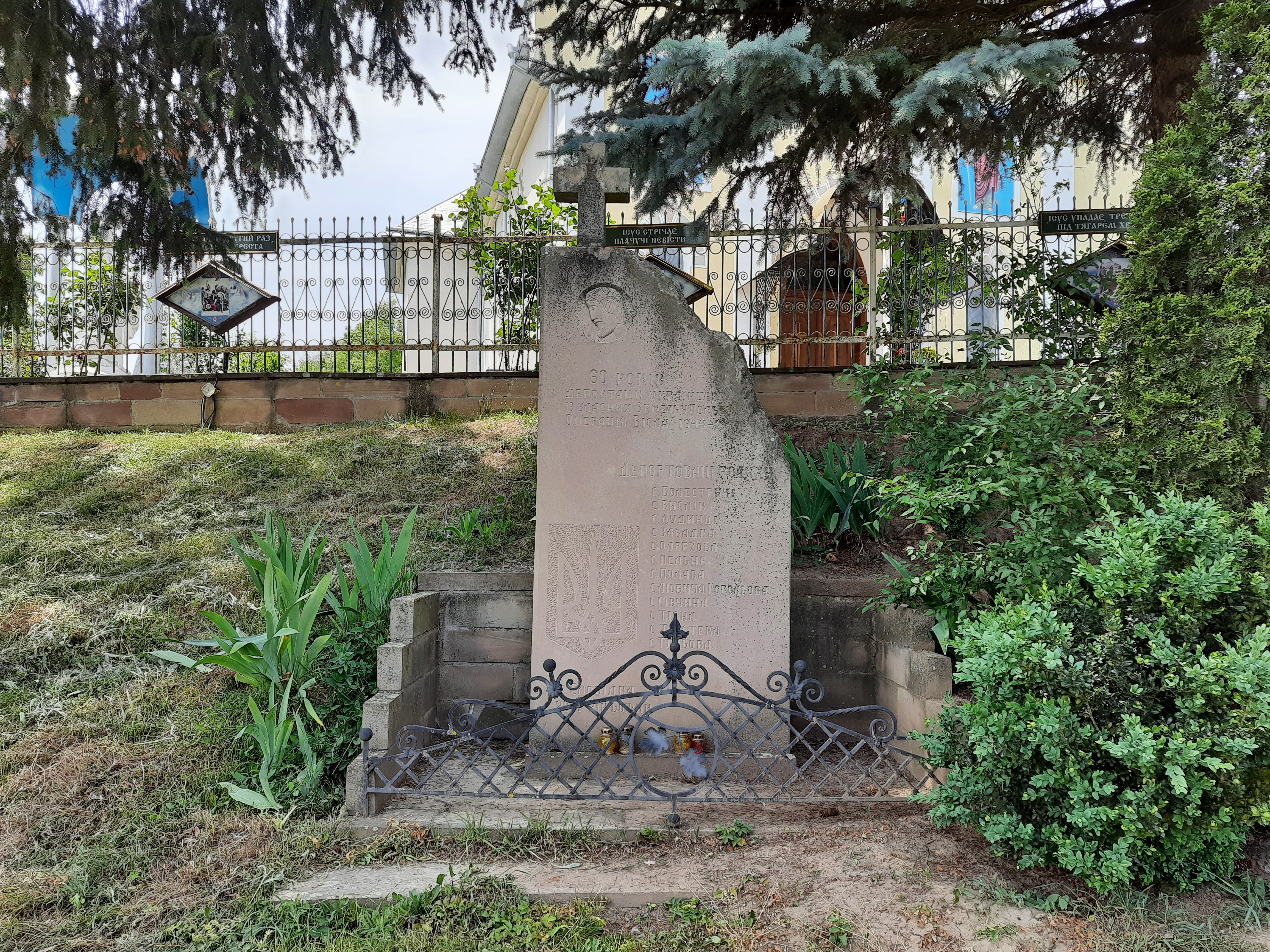
Пам'ятний знак жертвам депортації
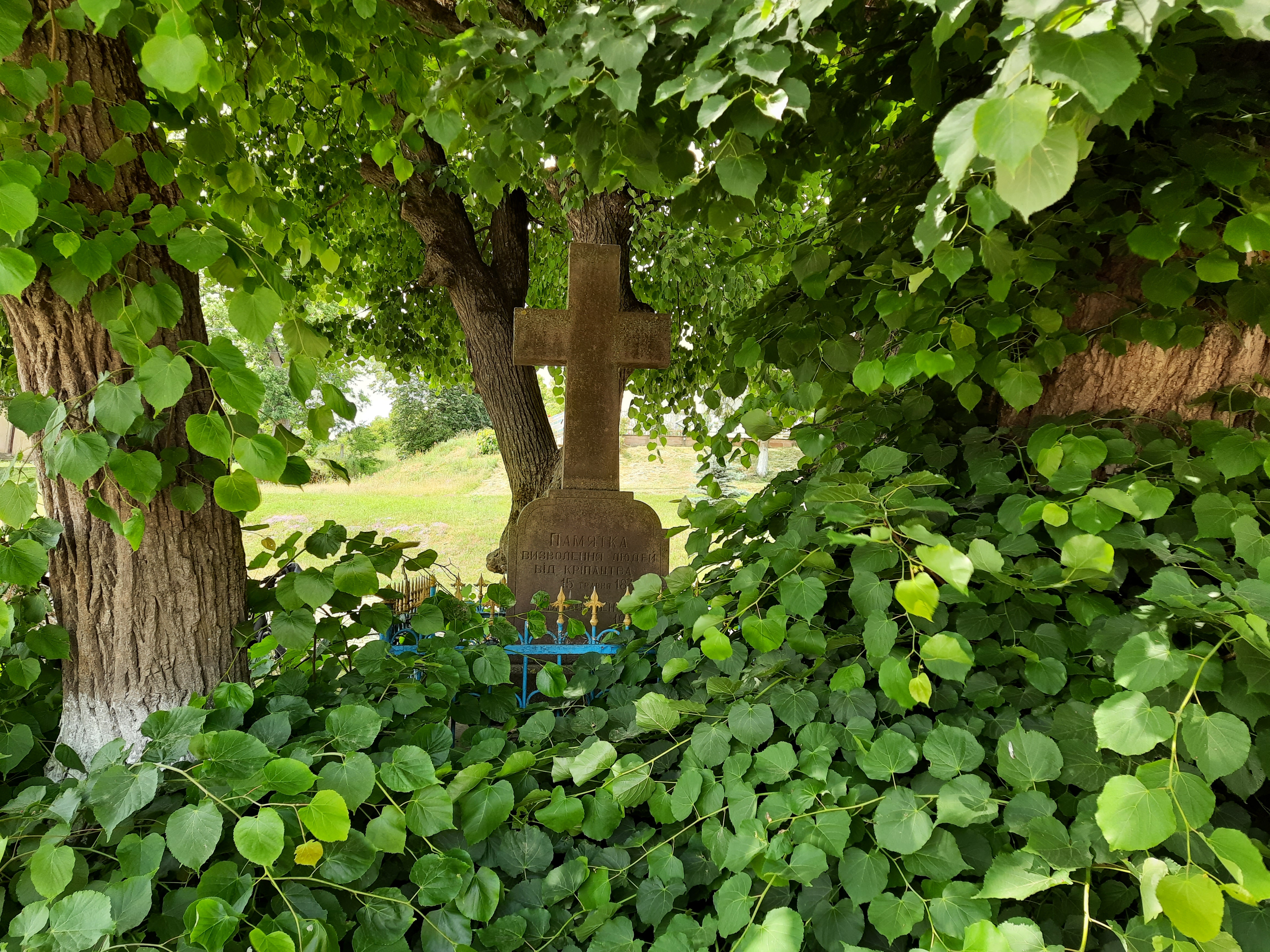
Пам'ятний хрест з нагоди скасування панщини.
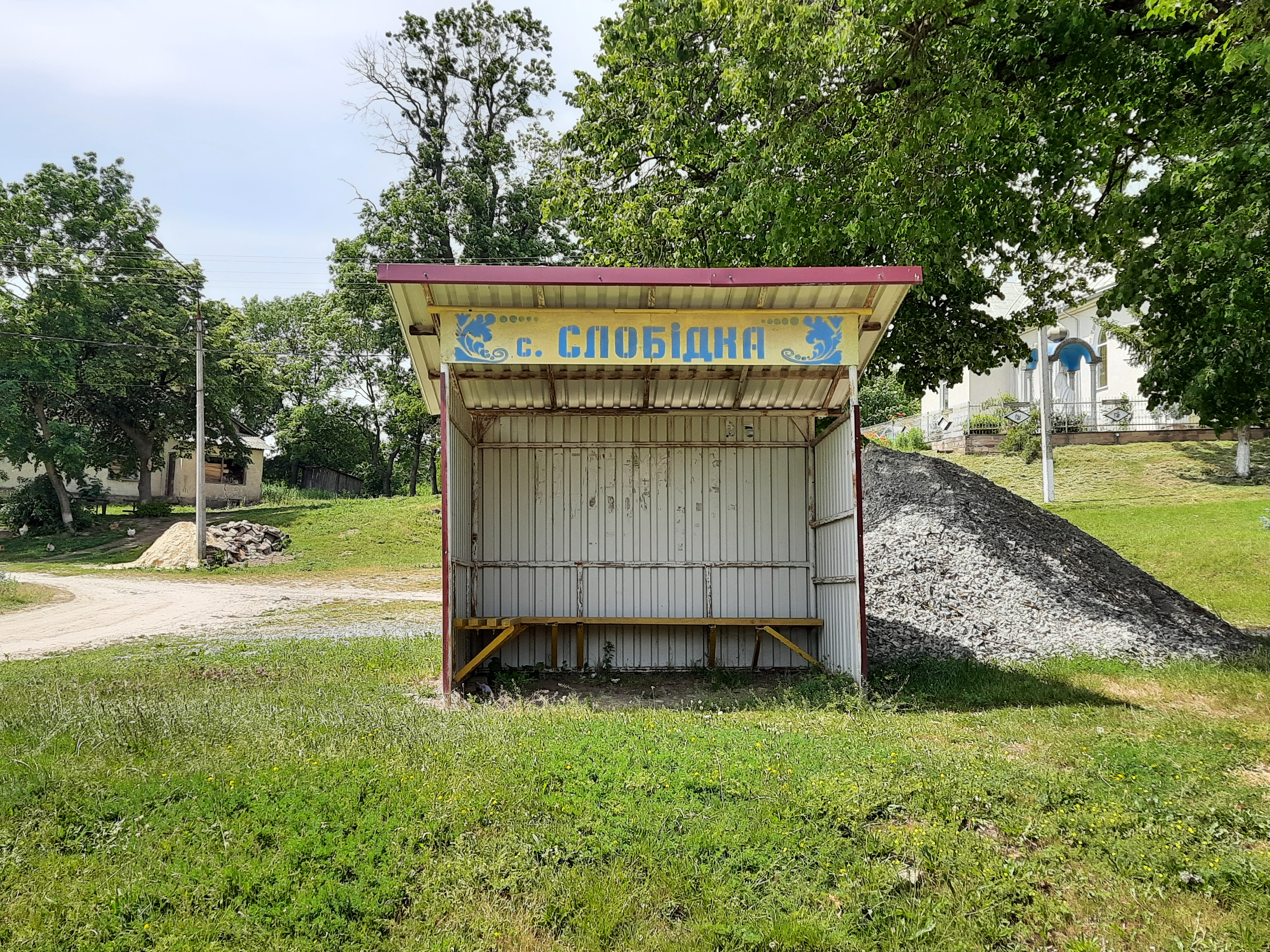
Автобусна зупинка
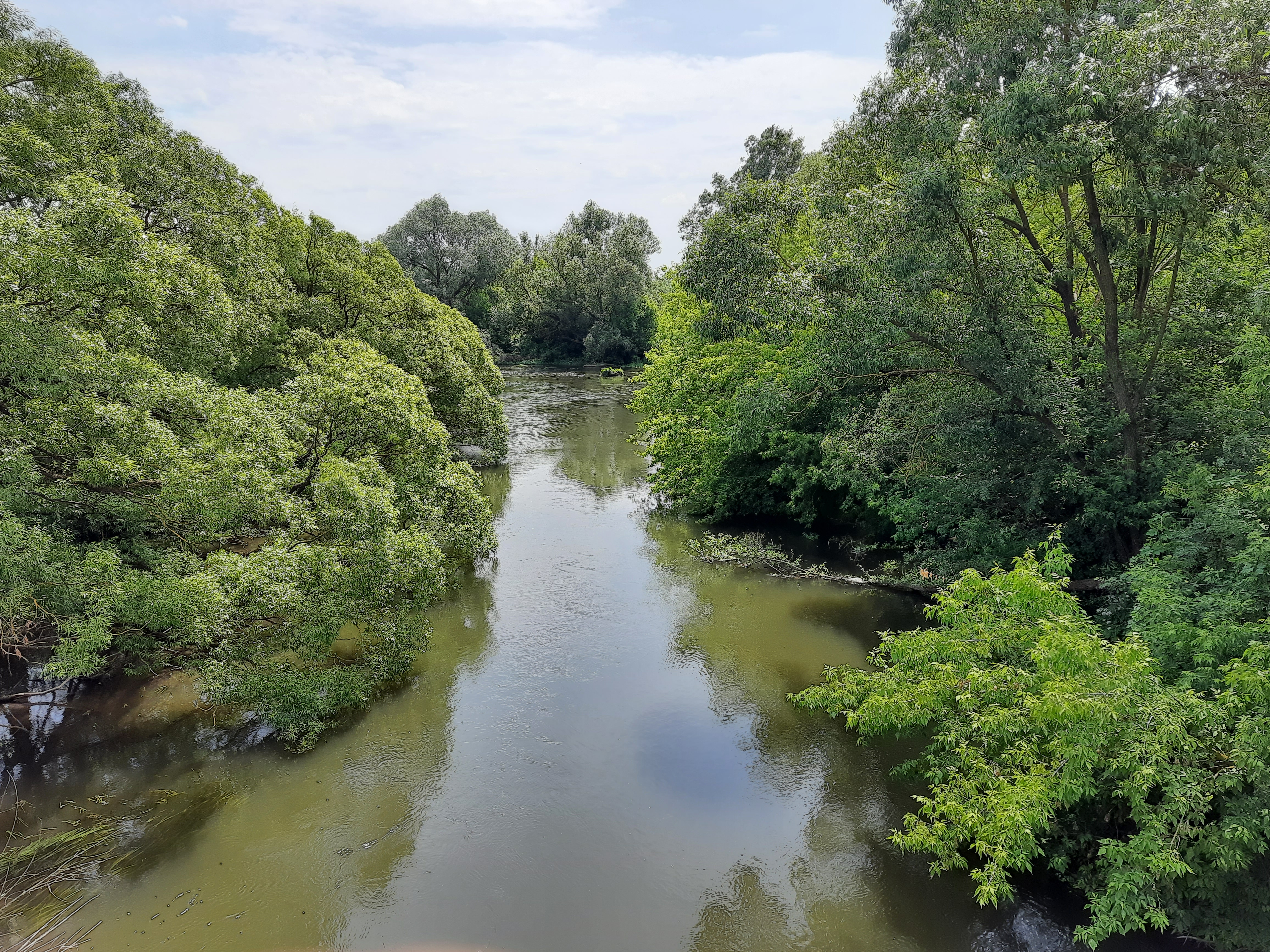
Річка Серет біля Слобідки